# Lisa Cooper
Pour les articles homonymes, voir Cooper.
Lisa Angeline Cooper, née en 1963, est médecin de santé publique et professeure émérite Bloomberg d'équité en santé et soins de santé à l'Université Johns Hopkins. Elle est professeure de médecine James F. Fries à la Division de médecine interne générale, vice-présidente de l'équité en matière de soins de santé et directrice du Center for Health Equity de la Johns Hopkins School of Medicine,. Elle est également membre principal du corps professoral du Welch Center for Prevention, Epidemiology, and Clinical Research et de l'Armstrong Institute for Patient Safety and Quality. Elle détient des nominations conjointes à la Johns Hopkins School of Nursing et aux départements des politiques et de la gestion de la santé ; Épidémiologie; et Santé, comportement et société à la Johns Hopkins Bloomberg School of Public Health. Cooper est également boursier Gilman. Elle est reconnue internationalement pour ses recherches sur l'impact de la race, de l'origine ethnique et du sexe sur la relation patient-médecin et les disparités de santé qui en découlent.

## Biographie
Lisa Cooper naît au Liberia, en Afrique de l'Ouest, d'une mère bibliothécaire et d'un père médecin. Elle fréquente une école internationale au Liberia jusqu'à la dixième année et un internat international à Genève, en Suisse, pour ses deux dernières années de lycée avant de déménager aux États-Unis pour étudier à l'université. Elle obtient un baccalauréat en chimie de l'Université Emory en 1984 et un doctorat en médecine de l'Université de Caroline du Nord en 1988. Elle devient conseil certifié par l'American Board of Internal Medicine en 1991. Elle étudie ensuite à l'Université Johns Hopkins, où elle obtient un MPH en 1993 et y complète une bourse générale de médecine interne l'année suivante avant de rejoindre la faculté universitaire.

## Publications
Cooper a publié plus de 130 articles évalués par des pairs dans des revues prestigieuses, dont JAMA, l'American Journal of Epidemiology, l'American Journal of Public Health, Medical Care et le Journal of General Internal Medicine. Elle a un indice h de 82. Elle a été nommée «hautement citée» par Thomson Reuters en 2014.